# 島村盛助
島村 盛助（しまむら もりすけ、1884年8月9日 - 1952年4月22日）は、日本の英文学者、翻訳家、小説家、辞書編集者、教育者。号は苳三（とうぞう）。『岩波英和辞典』を刊行した。

## 生涯
1884年（明治17年）、埼玉県南埼玉郡百間中村（現：宮代町字中）村長の島村繁と、越谷の能楽師の家系の出身である津ねの夫妻の長男として生まれる。弟が2人、妹が4人いたという。
生家は江戸時代初期から百問中村の名主を務めた武士の家であった。盛助の曽祖父の貴英は1817年（天保8年）に俳諧結社多少庵の第4代庵主となり（号は鬼吉）、祖父の梅年、父の繁もその庵主を引き継いだ。父の繁は直心影流の免許皆伝を得て剣術道場を開いた剣術家でもあり、1906年（明治36年）には百間村の村長となった。
盛助は地元の小学校を卒業し、1897年（明治30年）、旧制浦和中学校に第3期生として入学し、野球に親しんだ。1898年（明治31年）9月に第一高等学校大学予科第一部に入学し、東京都文京区本郷にあった一高の寮で過ごす。このときに夏目漱石の講義を受ける。1906年（明治39年）9月、東京帝国大学文科大学に入学。帝国文学会の会誌「帝国文学」に寄稿しながら、ラファエル・フォン・ケーベルなどの教えも受けてイギリス文学を研究し、1909年（明治42年）に卒業した。一高・東大の双方で夏目漱石の講義を受けた門下生である。
1910年3月、ロシアの詩人メレジュコフスキーの『ジュリアンの最後』の訳を「帝国文学」に発表する。また翻訳の他に戯曲や小説も著した。大学在学中には喜劇の戯曲『精神の眼』を、「帝国文学」に発表しており、1910年（明治43年）には小説『残菊』を「ホトトギス」に発表した。1911年には小説『貝殻』を読売新聞に連載。後に『貝殻』は、春陽堂「現代文藝叢書第十三編」として刊行された。
1911年9月以降は、下野中学校（現在の作新学院高等学校）、埼玉中学校（現在の埼玉県立不動岡高等学校）教諭を務める。
1920年（大正9年）7月、旧制山形高等学校（現在の山形大学）教授を任ぜられ、山形県に赴任する。山形に移ってからは、山形高等学校関係の雑誌への寄稿をし、山形高等学校の校歌の作詞も行っている。1922年10月には文部省からイギリス在留を命じられて留学し、1923年12月に帰国したのちには、山形高等学校の教授を務めながら、文部省の視学委員も務めた。当時は盛助の妹も教師として山形で英語を教えていた。研究社「英語青年」にも寄稿した。
1930年（昭和5年）秋より、岩波書店が最初の辞書として手掛けた『岩波英和辞典』の編集に取り掛かる。田中菊雄、土居光知と共に編纂にあたり、1936年（昭和11年）4月に刊行に至った。このあいだの1933年（昭和8年）には、1860年代にイギリスの教育制度に改革を齎したトマス・ハクスリーの『一片のチョーク』（On a Piece of Chalk）を翻訳編集して出版している。
19世紀イギリスの詩人でありデイリー・テレグラフの主筆であったエドウィン・アーノルドの抒情詩『亜細亜の光』（The Light of Asia / the Great Renunciation）全8編の翻訳を手掛けた。盛助は大学を卒業したころからこの翻訳に取り掛かっており、完訳までに30年を要したという。当初は山形高等学校の「校友会雑誌」に発表されていたが、1940年に岩波文庫から刊行された。
第二次世界大戦開戦により英語が敵国語とされ、英語学教授らが冷遇を受けるようになったこともあり、盛助は1944年（昭和19年）、山形高等学校を依願退職し、百間村に帰郷した。
第二次世界大戦後、1947年（昭和22年）から埼玉県立川越中学校（現在の埼玉県立川越高等学校）に講師として週二日出講し、そのほかに埼玉大学や東京大学にも出講する。また、ジョン・ミルトン『失楽園』の翻訳にとりかかり、1951年（昭和26年）7月に完成する。また同年『岩波英和辞典』増補版も刊行した。
10月、体調がすぐれないことから講師職をすべて辞職。11月に百間中学校の新校舎完成の際に詠んだ祝いの句が絶筆となり、1952年4月、67才で没した。法名は教覚院雄盛苳三居士。西光院（宮代町字東）にある島村家累代の墓所に埋葬された。

## 著述・作品（時系列）
付記のないものは小説。
- 1908年（明治42年） -『精神の眼』、メレシュコフスキー『ジュリアンの最後』（帝国文学）、『「背教者ジゥリアノ」の背景』（ユリアヌス皇帝に関する論文）。
- 1910年（明治43年） -『残菊』、『山麓』 、『半夏』、『子』 、『病院雑記』
- 1911年（明治44年） -『大木』 、『風立てる』、『渚』、『火取虫』 、『貝殻』
- 1912年（明治45年/大正元年） -  『楊の花』、『白山東平』、メレシュコフスキー『レオナールド・ダ・ヴィンチ』（翻訳）
- 1913年（大正2年） -『塔』、『白布』 『噴煙』～『秩父山脈』（『平野小品』）
- 1918年（大正7年） -『村の寶』 （童話）
- 1920年（大正9年） -『旅の印象』
- 1924年（大正13年）-『一弦の胡弓』
- 1927年（昭和2年） -『黄金審判』
- 1929年（昭和4年）- 『中學校の英語科』（論文）
- 1932年（昭和7年）-『みずゑの思い出』
- 1933年（昭和8年）- トマス・ヘンリー・ハクスリー『On a Piece of Chalk』（編訳[20]）
- 1936年（昭和11年） 『岩波英和辞典』を刊行。
- 1940年（昭和15年）- エドウィン・アーノルド『亜細亜の光』（岩波文庫）
- 1942年（昭和17年）-『俳諧のこと』（岡本信二郎追悼文）
- 1951年（昭和26年）- 『岩波英和辞典』増補版の刊行。
- 1982年（昭和57年）- ジョン・ミルトン『失楽園　島村盛助完訳遺稿』（日本ミルトン・センター 共編、あぽろん社）

## 没後
『失楽園』は完訳遺稿となったが、1982年（昭和57年）に教え子たちの尽力により出版された（島村教授遺著刊行会と日本ミルトン・センターの共編により京都の「あぽろん社」より）。
2002年、宮代町郷土資料館で没後50年を記念して特別展が開催された。郷里である宮代町でも知名度は必ずしも高くなかったが、「辞書をつくった人が住んでいた」という話は伝わっていたという。
2005年（平成17年）宮代町は町施策として「郷土の偉人・島村盛助氏の顕彰」を掲げた。小中学校の学校教育の場で島村の事績を伝えるとともに、小中学生の英語活動発表会が開催されている。

## 家族
妻は朔。娘の百子は百間中学校の教師、息子の島村達彦は洋画家であった。